# Lampisang Teungoh
Lampisang Teungoh is een bestuurslaag in het regentschap Aceh Besar van de provincie Atjeh, Indonesië. Lampisang Teungoh telt 303 inwoners (volkstelling 2010).